# Kristian Birkeland
Kristian Olaf Bernhard Birkeland (Oslo, 13 dicembre 1867 – Tokyo, 15 giugno 1917) è stato un fisico norvegese.

## Biografia
Birkeland nacque a Oslo (in quegli anni Cristiania). Appassionato sin da ragazzo di scienze, a soli 18 anni scrisse il suo primo articolo scientifico. Terminò i suoi studi di Fisica nel 1890 e tre anni dopo ebbe il posto di assistente ricercatore nell'Università di Oslo.

Con la borsa di studio che ottenne poté viaggiare e studiare per un certo tempo nel gruppo che faceva capo a Henri Poincaré, col quale continuerà poi ad avere ottimi rapporti. Consigliò persino al suo allievo Carl Størmer di seguire i corsi di Poincaré. A 28 anni fu accolto nell'Accademia norvegese di scienze e lettere, divenendo così il più giovane accademico di Norvegia dopo Fridtjof Nansen. Nel 1898, il re Oscar II di Svezia lo nominò professore di fisica all'Università di Oslo.
Dal 1897 Birkeland iniziò ad interessarsi alle  aurore boreali. Per studiarle compì tre spedizioni, fino al 1903, ma soltanto per le prime due scrisse una relazione.. Nel 1899, realizzò un osservatorio sul monte Haldde a Kåfjord, che oggi appartiene all'Università di Tromsø. Oltre a fornire la spiegazione delle aurore, queste esperienze gli permisero di comprendere anche altri fenomeni, come le code delle comete, gli anelli di Saturno e la luce zodiacale..
Nonostante i continui successi in campo scientifico la sua vita privata fu poco felice. Nel 1905 sposò Ida Charlotte Hammer, per poi divorziare nel 1911 senza aver avuto figli, essendo assai più interessato ai suoi studi che alla vita coniugale. I suoi esperimenti sulle onde radio, che gli causarono la sordità, e la sua insonnia cronica,  contribuirono al logoramento della sua salute, costringendolo a stabilirsi in Egitto nel 1913.. Infine, i  barbiturici che assumeva per combattere l'insonnia lo resero progressivamente  paranoico, finché, per una dose eccessiva, morì nel 1917 mentre si trovava a Tokio.

## Lavori scientifici e brevetti
Nel 1895, pubblicò una prima forma generale delle equazioni di Maxwell e l'anno seguente riuscì a riprodurre in laboratorio l'aurora boreale. La corrente di Birkeland fu chiamata così in suo onore.
All'inizio del 1900 definì il procedimento ''Birkeland-Eyde''. Il brevetto che ne scaturì gli permise, con l'aiuto di Samuel Eyde, di fondare la compagnia Norsk Hydro, una delle 25 imprese norvegesi quotate all'indice OBX.

Depositò numerosi altri brevetti, che comprendono fra gli altri una coperta elettrica, una protesi auditiva, la margarina, una tecnica di raffinazione del petrolio, un rivelatore di metalli e diversi tipi di interruttori elettrici.
In quanto docente universitario formò numerosi allievi. Fra di essi Carl Størmer e Thoralf Skolem.

## Riconoscimenti
- 1895: Ammesso all'Accademia norvegese di scienze e lettere
- 1987: La stessa Accademia istituì una serie di conferenze annuali, dette Conferenze Birkeland che trattavano dei diversi fenomeni e temi studiati da Birkeland.
- 1994: La Banca norvegese ha stampato sul biglietto da 200 corone l'effige di Birkeland.